# Роберт-Богдан Климаш
Ро́берт-Богда́н Кли́маш — український фольклорист, громадський діяч.

## Життєпис
1957 року закінчив Торонтський, 1960 року — Манітобський університет. Протягом 1960—1962 років навчався у Гарвардському університеті.
1971 року здобув ступінь доктора філософії з фольклористики в університеті Індіани. З перервами працював у Канадському центрі вивчення фольклору при Національному музеї людини в Оттаві (сучасний Канадський музей історії). Протягом 1967—1976 років — голова та старший координатор славістики і східноєвропейської програми. В 1984—2000 роках — куратор східноєвропейської програми, з 2001 року — почесний куратор. Від 2002 року — лектор і науковий співробітник Центру українсько-канадських досліджень, позаштататний професор кафедри германістики й славістики Манітобського університету.
Викладав у Каліфорнійському університеті, Лос-Анджелес, Університеті провінції Альберта, протягом 1978—1983 років — у Меморіальному університеті провінції Ньюфаундленд і Лабрадор (Memorial University of Newfoundland).
Протагом 1976—1982 років був виконавчим директором Осередку української культури і освіти у Вінніпезі.
Сфера наукових досліджень: етнографія та українсько-канадський фольклор. Колекція рукописисних мататеріалів Климаша знаходиться в архіві Манітобського університету.
Климаш публікував статті в таких журналах як Canadian Folklore Canadien, Canadian Folk Music Journal, Ethnomusicology, Folklore and Folk Music Archivist, Journal of the Folklore Institute та Encyclopedia of Music in Canada. У період з 2005 по 2009 рік він завершив кілька дослідницьких проектів в архівах Університету Манітоби. Він є одним із співзасновників Канадської асоціації фольклористики, яка вручила йому медаль Маріуса Барбо у 2000 році.

## Праці
- «A Classified Dictionary of Slavic Surname Changes in Canada». Winnipeg, 1961
- «A Bibliography of Ukrainian Folklore in Canada, 1902—1964». Ottawa, 1969
- «An Introduction to the Ukrainian-Canadian Immigrant Folksong Cycle», Ottawa, 1970
- «Folk narrative among Ukrainian Canadians in Western Canada», Ottawa, 1973
- «Ukrainian Folklore in Canada» New York, 1980
- «The Ukrainian folk ballad in Canada», New York, 1989
- «Sviéto: Celebrating Ukrainian-Canadian Ritual in East Central Alberta through the Generations», Edmonton, 1992
- «The Icon in Canada: Recent Findings from the Canadians Museum of Civilization», Ottawa, 1996,
- «Українська народна культура в канадських преріях», 2013, «Дуліби», перекладач та упорядник доктор фольклористики Світлана Кухаренко